# Atrichopogon pudicus
Atrichopogon pudicus är en tvåvingeart som beskrevs av Oskar Augustus Johannsen 1931. Atrichopogon pudicus ingår i släktet Atrichopogon och familjen svidknott. Inga underarter finns listade i Catalogue of Life.